# Olza (Gorzyce)
Olza (deutsch Olsau) ist ein Dorf in der Gmina Gorzyce, Powiat Wodzisławski, Woiwodschaft Schlesien, Polen. Die aktuelle Einwohnerzahl beträgt 1800 und verteilt sich auf 5,66 km². Das entspricht 334 Einwohner pro km².
Der Ort liegt am Fluss Olsa, unmittelbar unterhalb deren Mündung. Das Dorf befindet sich an der Grenze zur Tschechischen Republik.